# ゲオルギー・ゼルマ
 ゲオルギー・アナトレヴィチ・ゼルマ(露Георгий Анатольевич Зельма )(出生時の姓はゼルマノヴィチ露Зельманович)
ソビエト連邦の写真家、写真通信員。1920-30年代イズベスチヤ(新聞)、アガニョーク(イラスト週刊誌)、 クラスナヤ・ズヴェズダ(国防省新聞)その他の写真通信員。大祖国戦争の諸戦場での戦場カメラマン。60年以上に渡って写真を撮り続けた。

## 伝記
1906年にタシュケントでアナトリー・ゼルマノヴィチ(露Анатолий Зельманович)と(その妻)エスフィリ(露Есфирь)のもとに生まれた。1921年にモスクワに出て、古ぼけたコダック9×12カメラで写真を撮り始めた。
「プロレトキーノ(露Пролеткино)」 スタジオで、写真撮影の最初の経験を積んだ。それは演劇雑誌「テアトル(露Театр)」用の演劇リハーサルを撮るものだった。
通信社ルスフォート(露Руссфото)で働き続けた。そこでは写真家見習いだったが、直ぐに一人前になった。
1924年から1927年にゼルマは故郷ウズベキスタンやアフガニスタン、イラン、中央アジアの通信社でフォトジャーナリストとして働いた。ゼルマは(自身の写した写真を)『プラヴダ・ヴォストーカ』紙で発表した。1927年ゼルマは赤軍に入隊し、モスクワで勤務した。1929年復員後、短期間タシュケントに帰った。モスクワに戻ってきた後、ゼルマはライカカメラで撮った写真を雑誌ソヴエツコエ・フォートに発表した。
1930年代を通じてドンバス地方の鉱山・工場、トゥーラ州のコルホーズ、黒海沿岸の赤軍の演習などを取材に出かけた。彼は雑誌「ソ連邦建設」に発表した『Советский Союз из неба 』、『10 лет Якутской Советской Социалистической Республики 』などの作品でロマン・カルメンと共作した。
ゼルマはまたマクス・アルペルトやアレクサンドル・ロトチェンコとも共作した。
大祖国戦争の間、三等主計兼イズベスチヤ紙の通信員としてモルドバ、オデッサ、ウクライナの前線で働いた。最も有名な写真はスターリングラード攻防戦の期間に撮られた。そこで彼は1942年から1943年の冬期に闘い、その街の戦闘を記録した。彼はソビエト共産党員だった。
戦後、ゼルマは雑誌オゴニョークで、1962年以降ノーボスチ通信社で働いた。ゼルマは1984年亡くなった。
息子は映画監督のチムル・ゼルマ。

### 栄典
- 赤星勲章　1944年3月24日
- スターリングラード防衛記章
- オデッサ防衛記章（ロシア語版）
- 1941-1945大祖国戦争対独戦勝記章（ロシア語版）

## 作品

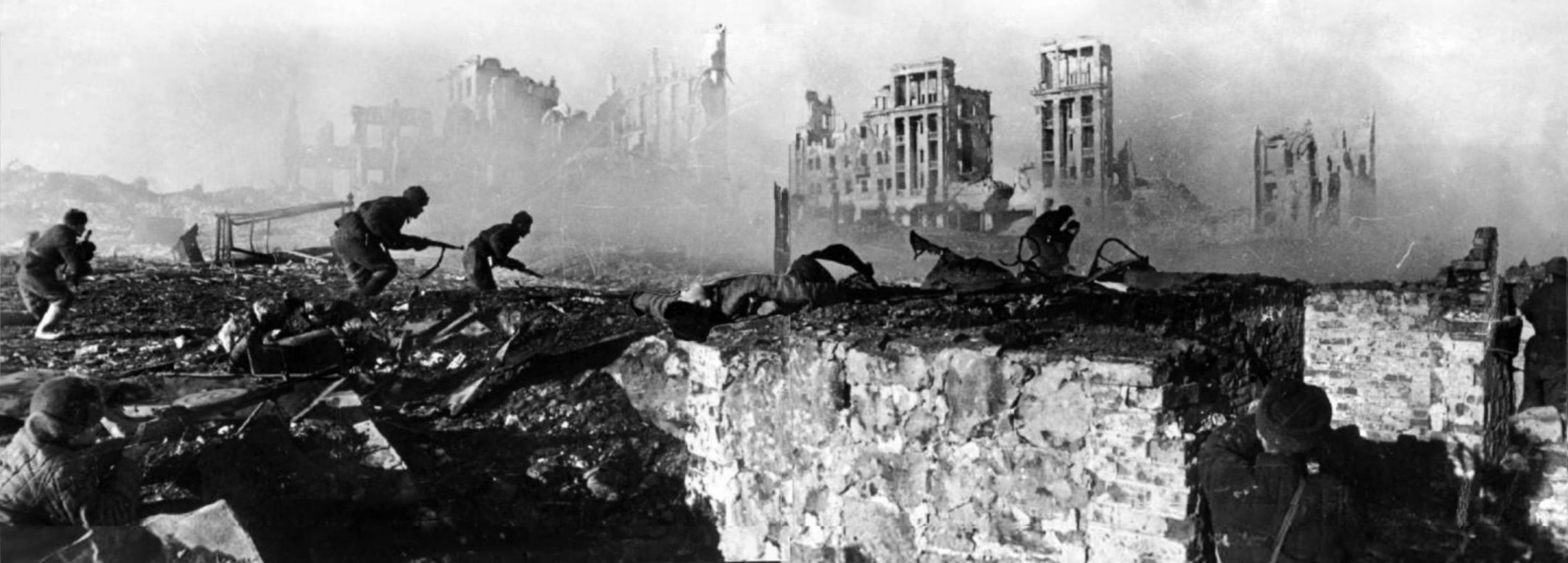
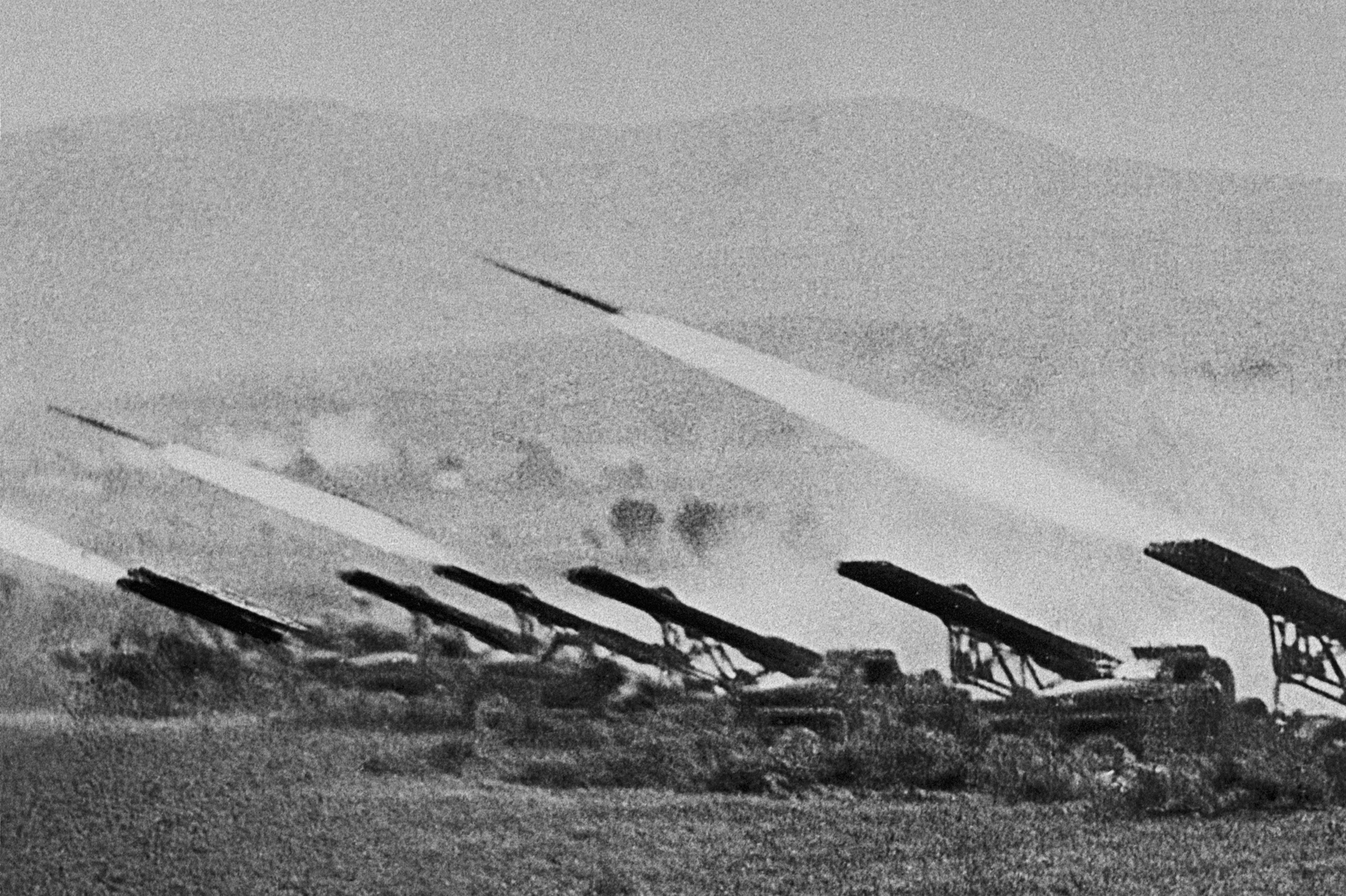
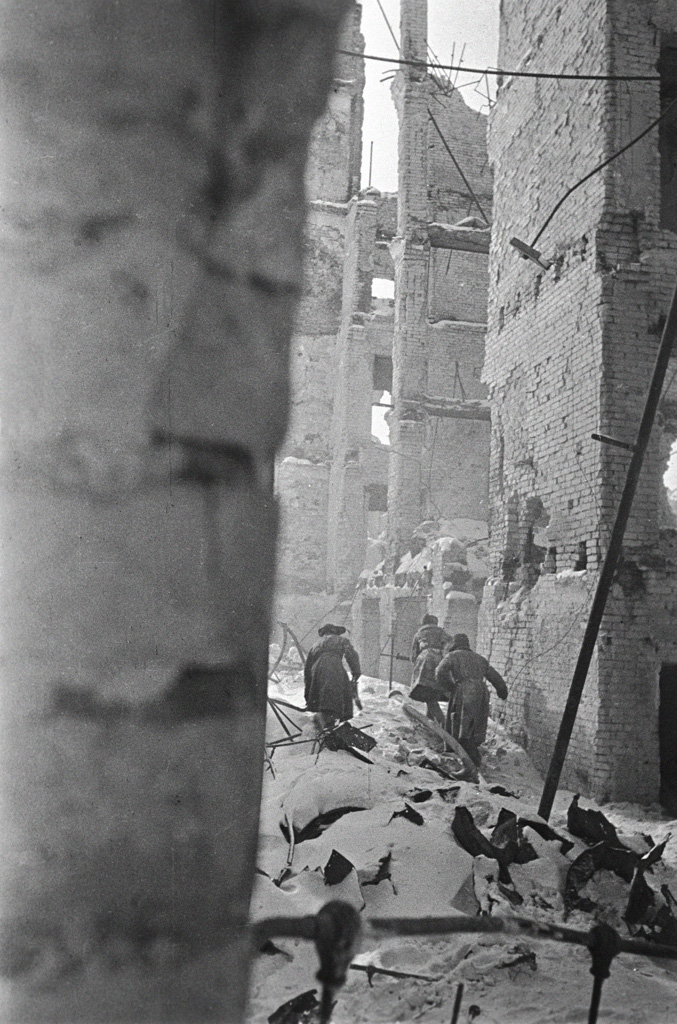
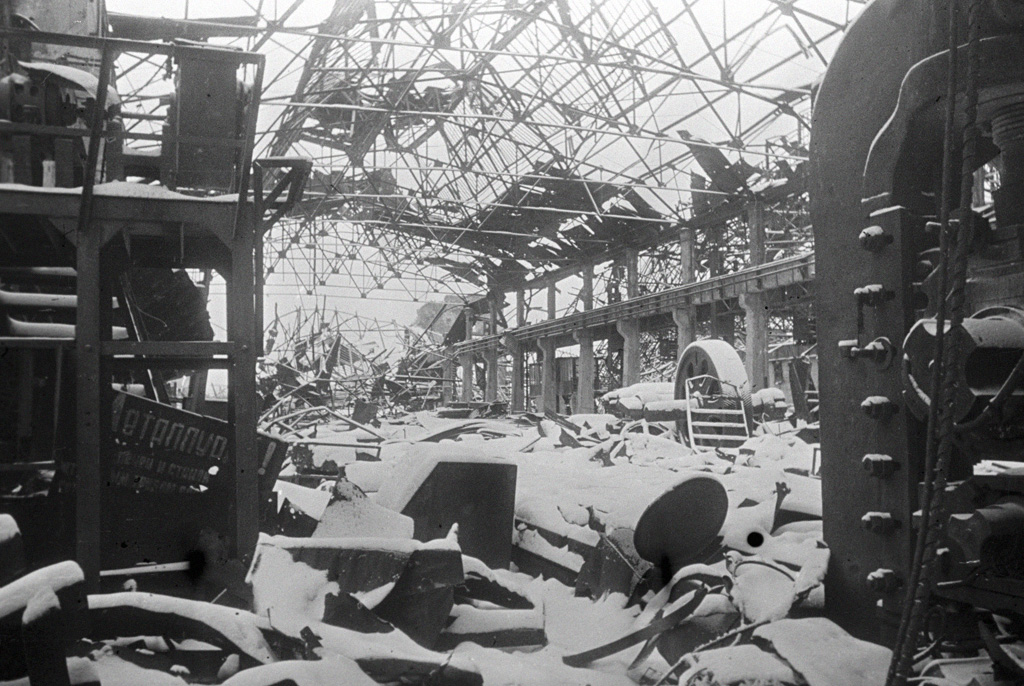
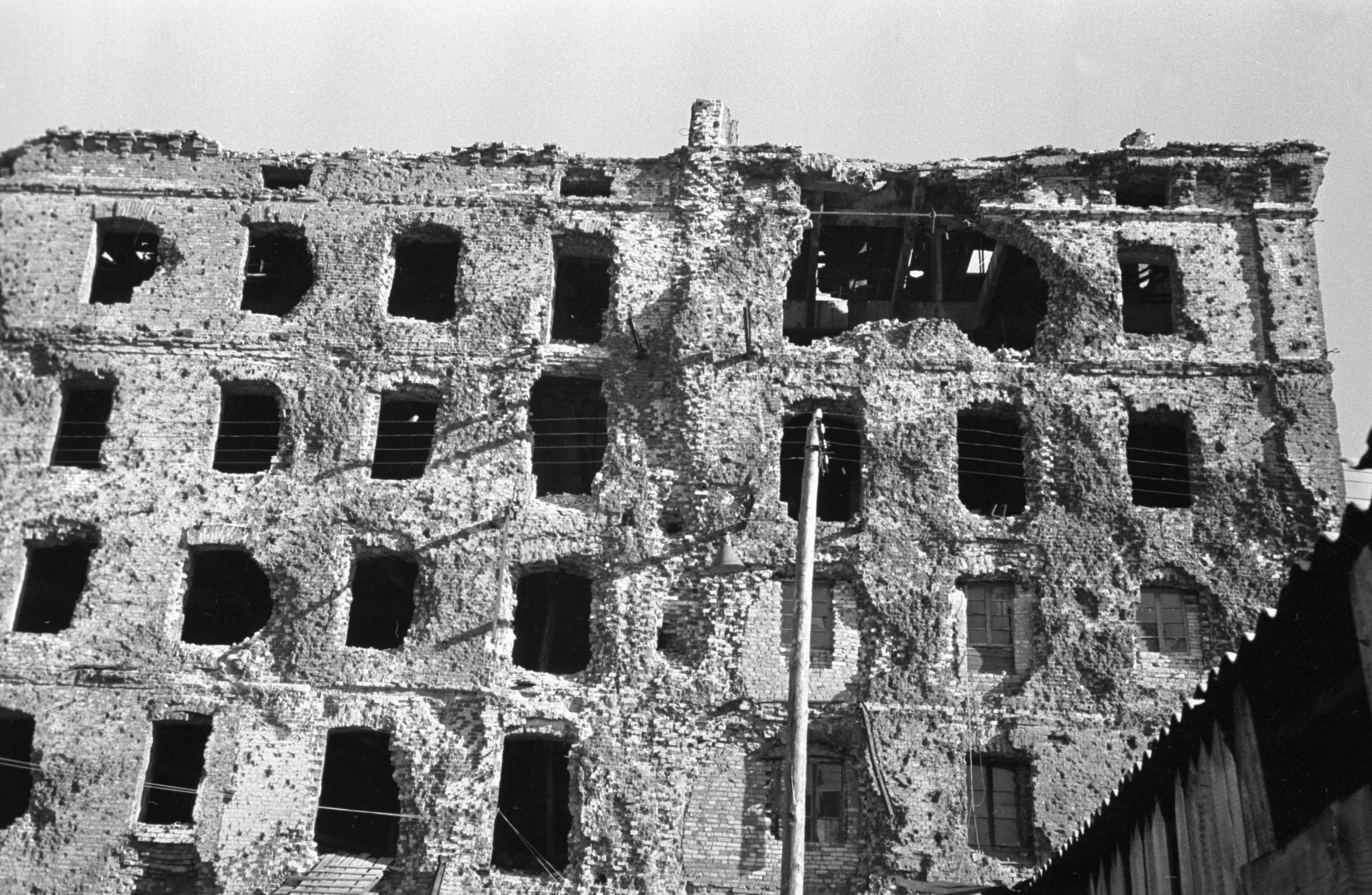
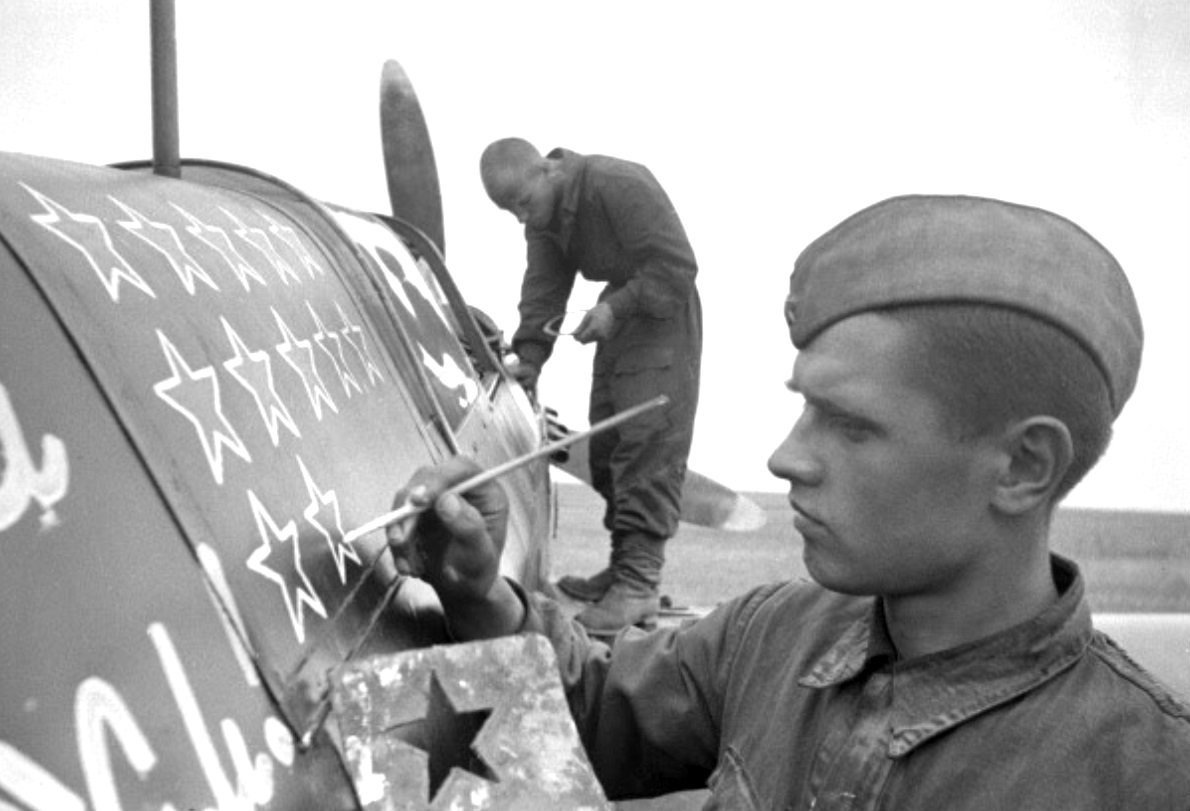
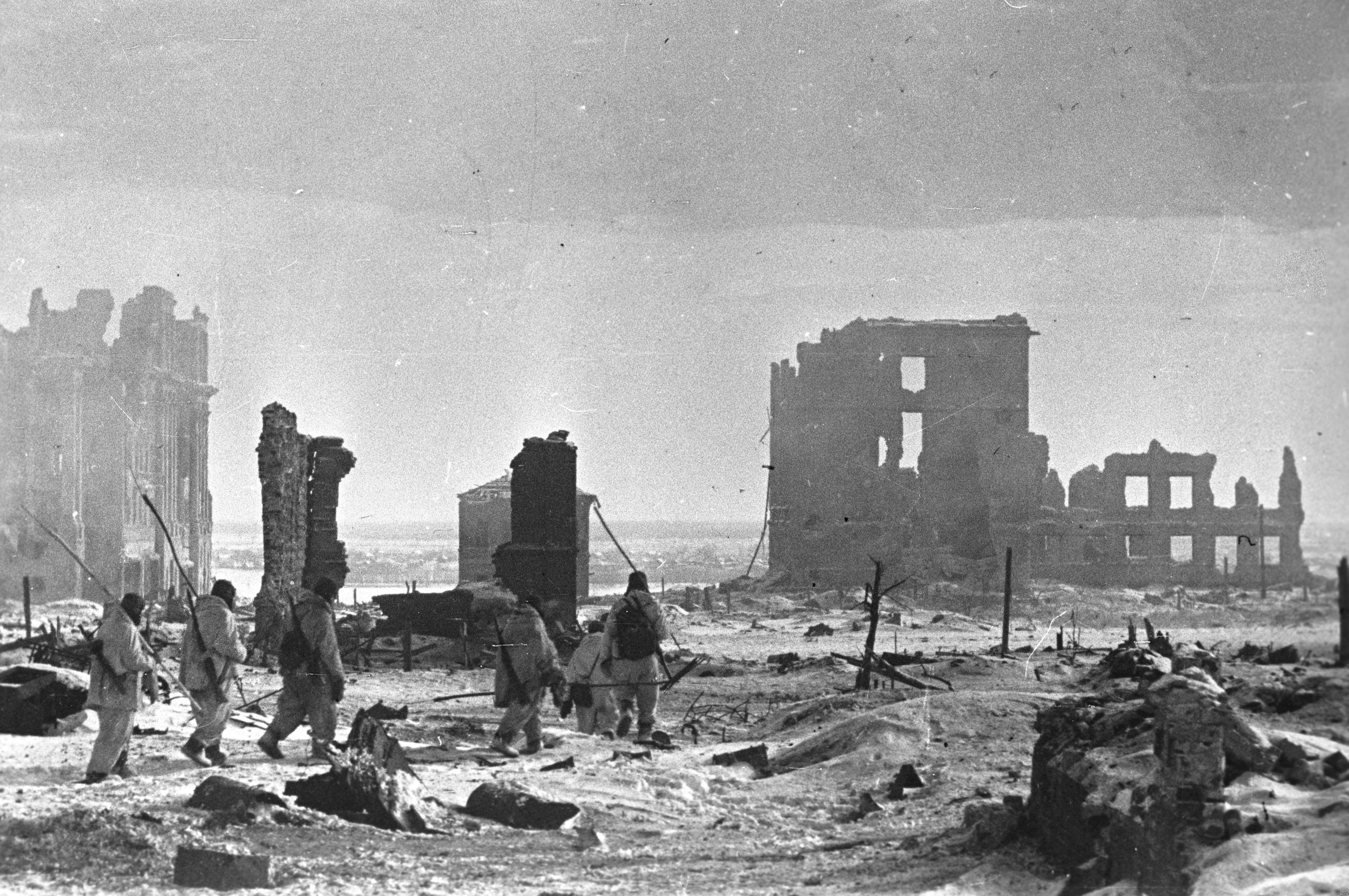

下記リンク参照。

## 書誌
ウィキペディア露語版および独語版を参照。